# Kristensamfundet

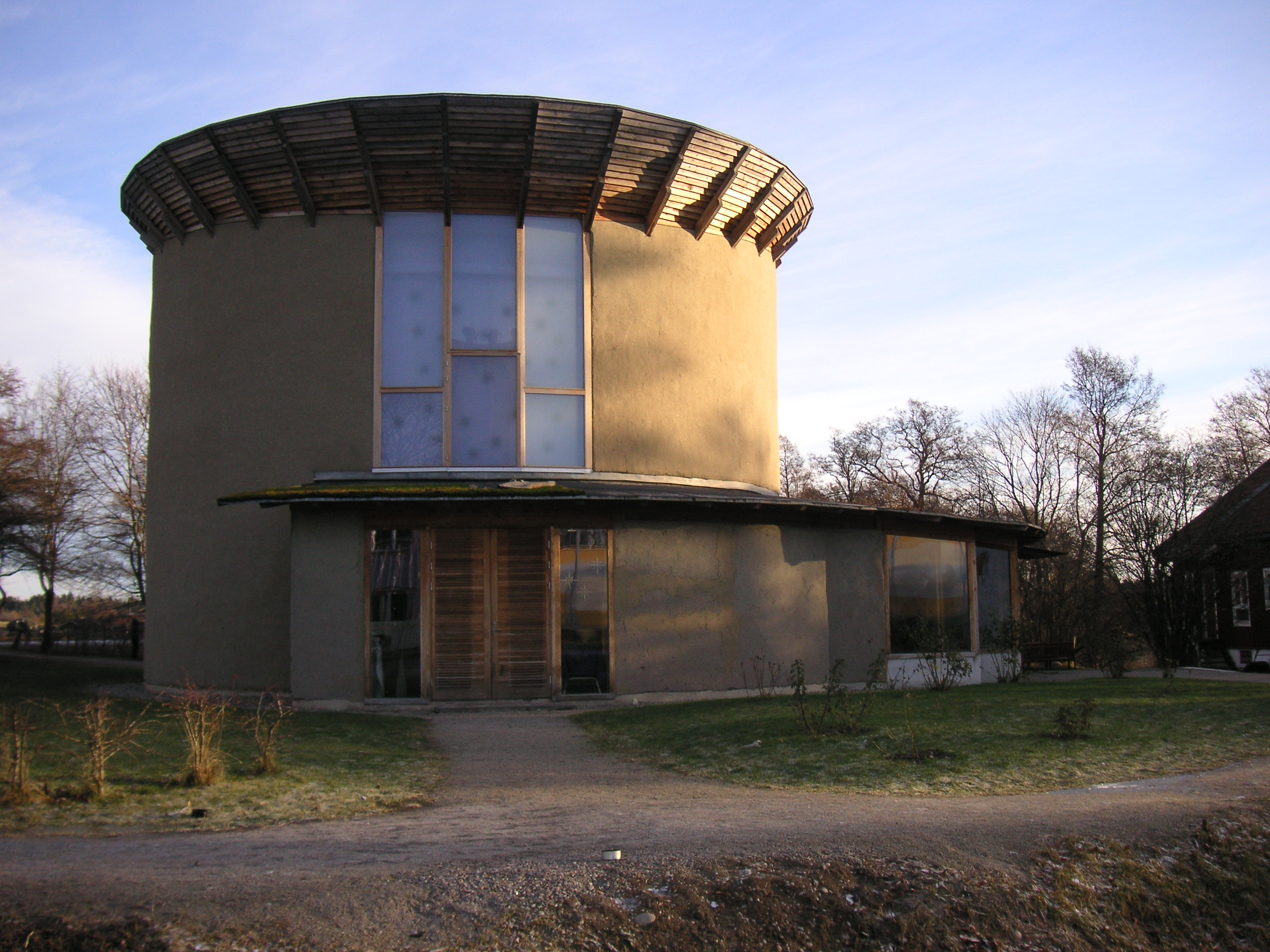
Kristofferuskyrkan i Järna

Kristensamfundet är ett religiöst samfund som grundades i Schweiz 1922 av en grupp i huvudsak evangeliska teologer under ledning av Friedrich Rittelmeyer med stöd av Rudolf Steiner.  Samfundets svenska verksamhet startades 1937.[källa behövs] Samfundet är nära knutet till antroposofin, även om bara en del av dem som ser sig som tillhöriga den antroposofiska rörelsen är anslutna till Kristensamfundet.
Steiner såg Kristensamfundet som en form av förnyad kristendom. Deras riter påminner delvis om den romersk-katolska kyrkans, de har bland annat sju sakrament (dopet, vigseln, bikten, prästvigningen, konfirmationen, nattvarden och den sista smörjelsen). Därutöver tror de på själavandring och återfödelse på jorden.
Kristensamfundet erkänns inte som en kristen kyrka av övriga kristna kyrkor.[källa behövs] I likhet med mormonernas dop erkänns inte heller Kristensamfundets dop som ett kristet dop av några kristna kyrkor.[källa behövs] Svenska kyrkan döper därför den som vill konfirmeras och tidigare varit döpt inom Kristensamfundet.
I dag finns det i Sverige församlingar i Stockholm, Järna, Norrköping och Göteborg, samt filialer i Lund och Rörum (Skåne), Örebro, Dormsjö (södra Dalarna), Delsbo och Umeå.  Kristensamfundet har sommarverksamhet på Gotland, på sommargården Davide vid Gammelgarn.